# Cláudio Abreu
Cláudio António Coelho Abreu, ou simplesmente Cláudio Abreu (Luanda, 8 de junho de 1971) é um ex-futebolista português que atuava como defensa.
A sua carreira, iniciada em 1989, foi inteiramente baseada no futebol português. Jogou por Fronteirense, O Elvas, Borbense, Angrense, União Micaelense e Santa Clara.
Cláudio Abreu encerrou a carreira no fim de 2009, quando atuava no Operário dos Açores, agremiação que ele defendia desde 2002.